# 上海臨時法院

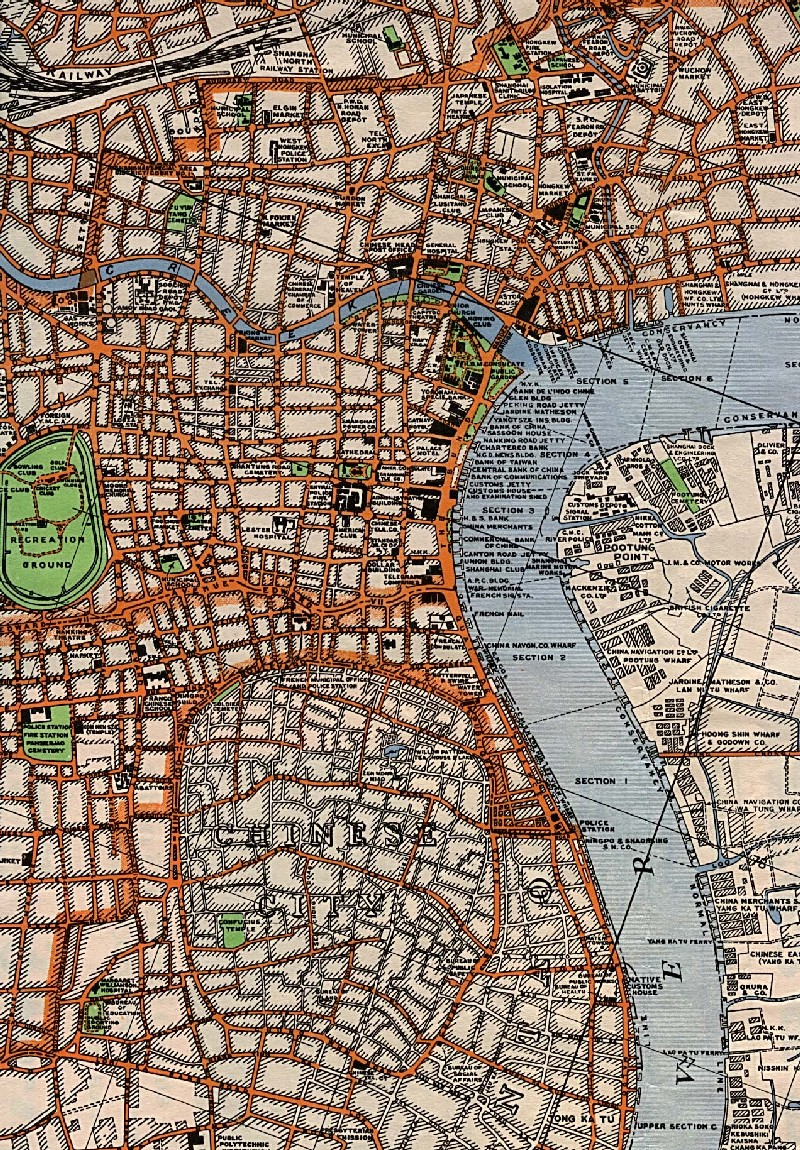
上海臨時法院司法範圍為1930年代的上海公共租界

上海臨時法院（兼上诉院）正式成立於1927年，為中國上海的法院組織之一，法律管轄範圍為約22平方公里面積的上海公共租界。上海臨時法院又稱為上海公共租界臨時法院或上海臨時法庭，前身則為上海會審公廨。該法院成立實施法源為於中國實施多年的領事裁判權與1926年5月21日協約制定的《收回上海會審公廨暫行章程》有關，而中國政府成立臨時法院最主要目的是改進上海公共租界所有民刑事案件，不論當事者是否為中國人皆須相關西方國家會審的陋習，漸次收回上海公共租界的獨立司法權。
1931年4月，上海臨時法院再度更名為江苏上海第一特区地方法院，改制同時，上海公共租界法律案件需要多國會審的訴訟制度隨即取消。

## 領事裁判權
1842年，鴉片戰爭失利的中國清朝政府與英國簽訂中英五口通商章程，該章程確認英國取得領事裁判權，之後相繼有法國、美國、俄國、德國、日本、奧匈帝國、義大利、比利時、西班牙、葡萄牙、丹麥、挪威、荷蘭、祕魯、墨西哥、智利、瑞典、瑞士、巴西等國援例於中國享有此法律特權。以上海公共租界適用最廣的該權利其意旨為於中國公共租界犯罪的所有非華人於當地犯罪，可不接受中國的法院審判，且不適用中國法律。而領事裁判權的審判、檢察或警察權力，皆歸屬於外國派來的領事官或外交官。

## 上海會審
1868年，中國國力勢衰，上海領事裁判權賦予的法律權限遭西方國家大幅擴張。經議定協約後，上海地方所屬清朝地方政府上海道與英美等國制定《洋涇浜設官會審章程》，依照該章程成立的「上海會審公廨」（全名為上海公共租界會審公廨）成為上海租界的正式司法機構。
上海會審公廨設立之始，由上海道道員委派同知一人派駐機構內，專審錢債、鬥毆、竊盜等案件。租界內中國人犯得由該同知斥令逮捕，但實行逮捕權的官員，須英美等國服役或該國延聘之華人。除此，警察、檢察實施過程，且須經租界所屬國領事許可始得逮捕。除了重大案件之外，不論中國人還是非華人之民刑案件，均須邀租界所屬國官員或相關國家官員陪審，且必須與各國領事商定判處。
設立之初，該公廨並不受理「純屬華人之枷杖以上刑事案件」。另外，上海會審公廨主管官員為清朝上海道派駐之同知，因此形式上仍為中國法律衙門機構。

## 會審權利擴張
上海會審公廨制度或相關章程實已超越領事裁判權條約的範圍且違背中國司法權，但因為該章程由清朝總理衙門核准，因此具有正式法律效力，因此於中國享有領事裁判權之20國均相繼援例適用。
20世紀初，英國以上海租界從「華洋分居」逐漸變為「華洋雜居」為由，再度主張擴張法律治外權利。1902年6月22日，中英兩國簽訂《上海會審公廨合同》，該合同取消上海道同知派駐會審規定，所有公廨之中國法官改由領事團委任。另外，除延續「西方國家人員所涉案件，由該國領事審理」與「租界發生之重大刑事案件不適用」的制度外，其餘純屬中國人之間的民刑事訟訴，則皆由租地所屬國家官員陪審。也就是上海租界多數民刑事案件不再移交中國政府辦理，而由會審公廨審理，其適用法律則全憑陪審領事決定，不再承認中國法律。

## 成立
1911年10月，中華民國醞釀成立，上海道與上海公廨所屬中國清朝會審官員、屬員等，均棄職遠走。同年11月10日上海租界各國領事團趁清朝政府勢力退出上海之際擅自接管公廨，且擅自聘任華人爲中方會審官。至此，除刑期五年以上的所有案件均由洋員陪會審，由公廨判決，並不許上訴。
1926年，北洋政府中國上海地方政府首長江蘇督軍孫傳芳為改善西方國家干預司法情勢，特派淞滬商務總辦等官員與上海各國領事於5月21日舉行會議，討論改組上海公廨問題。經協商後，同年8月31日簽訂《收回上海會審公廨暫行章程》，並與包含英、美、法、荷、挪威、巴西等九國換文訂約。而1927年1月1日實施的該這個章程，會審公廨改制為上海臨時法院。
上海臨時法院的成立宗旨與組織簡略約有：
- 臨時法院院長及推事改由江蘇省政府任命，但須通知九國領事團
- 擴充外國領事勸審範圍，並許會同出庭
- 自行制定訴訟法，不適用中國訴訟法
- 法院書記官長須由領袖領事推薦
- 法院領事出席案件，均許可非中國籍律師出庭
- 擴充管轄權到黃浦港和越界築路地區

上海臨時法院的設立雖裁撤租界內的西方國家所屬法院，讓法院組織歸屬於中國地方政府，也恢復了中國於形式上的租界司法權，但是中國政府於上海臨時法院的實際司法權力相較於先前的上海會審公廨來說，並無太多增進。

## 臨時法院管轄範圍
上海临时法院受理的案件包括原属于外国领事裁判管辖之案件，以及上海公共租界内之民、刑案件及违禁案件。上诉院受理公共租界内属于高等法院管辖之民、刑案件。
上海臨時法院管轄範圍，以上海公共租界的爲限，並制定「徒刑五年以上」案件除外等特例。為了標明個租界的範圍，臨時法院每法庭的審判臺上，都擺著一張鉛印的上海公共租界地圖，詳細書明臨時法院所轄各租界所屬國的四至交界路名與門牌號數及越界築路地段，除此，並詳細列載15個（本為20國，1920年代起，德、奧、匈、比利時與墨西哥5國相繼喪失領事裁判權）國家的名稱，同時記明其現尚享受領事裁判權的理由。除此，也嚴加增列黃浦江、越界築路與租界內非租界的爭議處理方法。其中，黃浦江水域地區，原則不屬租界範圍，也就是兩岸陸地租界適用臨時法院，黃浦江中發生的案件一概不予受理，由上海地方法院管轄。而越界築路部分，租界起始點的越界道路路面發生案件，由上海臨時法院暫行管轄，至於越界馬路兩旁發生的案件，則不在管轄之內。另外，租界內的天後宮和黃浦江海關則也不屬於上海臨時法院管轄，而由上海地方法院管轄。

## 廢止
1930年，隨領事裁判權的逐年宣告廢止，蔣中正領導的中華民國國民政府將江蘇地方政府所轄上海臨時法院改為中央所屬，1931年4月1日，上海臨時法院兼上诉院裁撤，並改設江苏高等法院第二分院及江苏上海第一特区地方法院。改制同時，上海公共租界中國人民刑事案件須中國與相關國家官員會審的司法制度完全取消，也就是租界內不涉及西方國家人員的民刑事案件，皆由中國法院審理。1947年，領事裁判權全面取消，租界內西方國家人民民刑事案件移送各國的領事裁判的法源喪失，中國才真正重新掌有全國之司法管轄權。

## 歷任院長
| 姓名   | 照片            | 任期                           |
| ------ | --------------- | ------------------------------ |
| 徐維震 |                 | 1927年1月1日-1927年5月         |
| 胡詒穀 |                 | 1927年（盧興原到任前代理）     |
| 盧興原 |                 | 1927年5月-1927年10月9日        |
| 鄭毓秀 |                 | 1927年10月9日-1928年（未就职） |
| 何世楨 | [[File:\|80px]] | 1928年7月31日-1929年8月        |
| 吳經熊 |                 | 1929年8月-1929年11月（代理）   |
| 徐維震 |                 | 1929年11月26日-1930年3月       |

### 引用
1. ↑  .   [2019-04-20]. （原始内容存档于2017-02-27）.